# Chłopiec z pudełka

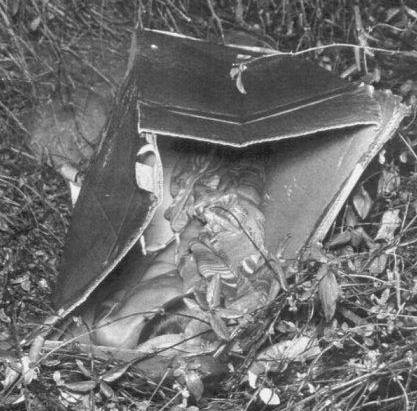
Karton, w którym znaleziono zwłoki dziecka.

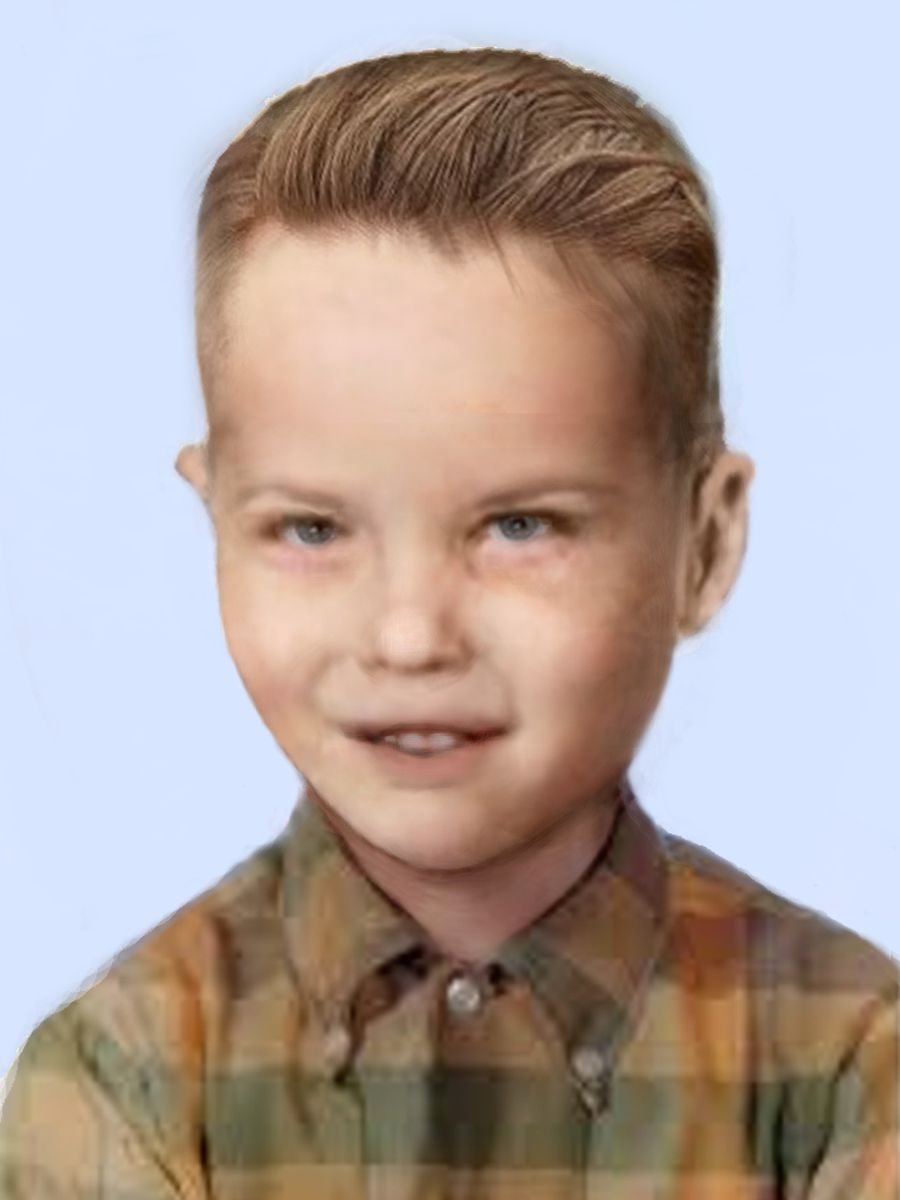
Kryminalistyczna rekonstrukcja twarzy pokazująca jak wyglądał chłopiec kiedy żył.

Joseph Augustus Zarelli (ur. 13 stycznia 1953, zm. luty 1957), znany wcześniej jako Chłopiec z pudełka (ang. Boy in the Box) – zamordowany chłopiec, którego nagie i posiniaczone ciało zostało znalezione w pudełku po kołysce w Fox Chase w Filadelfii w Pensylwanii 25 lutego 1957 roku. 8 grudnia 2022 podczas konferencji policji z Filadelfii oficjalnie ogłoszono tożsamość Nieznanego Dziecka Ameryki.

## Odnalezienie ciała
Ciało chłopca odnaleziono 25 lutego 1957 roku w Filadelfii. Dziecko znajdowało się w kartonie po kołysce, zawinięte w koc. Według pierwszych doniesień śledczych chłopiec mógł mieć od 4 do 6 lat (wiek dziecka został ostatecznie potwierdzony w 2022 roku jako 4 lata). Miał jasne włosy i niebieskie oczy. Śledczy ustalili, że dziecko było trochę niedożywione. Na ciele chłopca odnaleziono ślady po operacjach (dwa na klatce piersiowej, jeden na wysokości kostki oraz w okolicach pachwiny). Chłopiec miał na sobie wiele siniaków i zadrapań. Dziecko było obrzezane, a w przełyku chłopca odnaleziono prawdopodobnie ślady wymiotów. Chłopiec miał obcięte włosy (znaleziono kosmyki włosów na ciele chłopca) oraz paznokcie. Lekarzowi nie udało się ustalić czasu zgonu.

## Śledztwo
Śledztwo zostało wszczęte 26 lutego 1957 roku. Początkowo śledczy wierzyli, że ktoś zgłosi zaginięcie dziecka na policję i uda się ustalić tożsamość dziecka, jednak nic takiego się nie stało. Policja ustaliła, że pudło na kołyskę zostało zakupione w jednym ze sklepów J.C. Penney między grudniem 1956 roku a lutym 1957 roku. Niestety sklep nie prowadził dokumentacji klientów, nie udało się więc ustalić, kto zakupił ów towar. Nie ustalono też skąd pochodził znaleziony przy zwłokach koc. Sekcja zwłok wykazała, że chłopiec zginął od silnego uderzenia w głowę. Prawdopodobnie cierpiał na chorobę oczu. Śledczy ustalili, że chłopiec mógł przejść kilka operacji oraz transfuzję krwi. Skóra na prawej ręce chłopca oraz na podeszwach stóp była pomarszczona, co wskazywało na to, że chłopiec prawdopodobnie tuż przed śmiercią albo zaraz po śmierci był trzymany w wodzie.
W prasie zaczęły pojawiać się artykuły dotyczące sprawy. W kraju rozwieszano plakaty oraz rozdawano ulotki dotyczące sprawy. Policja przesłuchała wiele osób. Śledczy posunęli się nawet do tego, że ubrali dziecko w popularne wówczas ubrania dziecięce, w takim stanie sfotografowali go i rozpowszechnili zdjęcia w nadziei, że taki obraz odświeży komuś pamięć. Niestety, pomimo rozgłosu i zakrojonych działań policji, do 2022 nie ustalono tożsamości mordercy chłopca.
24 lipca 1957 roku odbył się pogrzeb dziecka. 3 listopada 1998 roku ciało chłopca ekshumowano, aby pobrać materiał DNA i porównać go z krajową bazą DNA. Próbka pobrana z zęba chłopca nie dała rozstrzygającego wyniku, ponieważ ciało spędziło za dużo czasu pod ziemią. Ponowny pogrzeb chłopca odbył się 11 listopada 1998 roku na cmentarzu Ivy Hill w Filadelfii. Chłopiec został pochowany jako „Nieznane Dziecko Ameryki”.

## Teorie
Wiele wskazówek i teorii przewinęło się w tej sprawie. Choć większość z nich odrzucono, 2 teorie wywołały znaczne zainteresowanie wśród policji i mediów. Każdą z nich dogłębnie zbadano.

### Dom Zastępczy[1][3][4][5][6][7]
Teoria ta dotyczy domu zastępczego, który znajdował się ok. 1,5 mili (2,5 km) od miejsca znalezienia zwłok.
Remington Bristow, pracownik w zakładzie medycyny sądowej, zawzięcie zajmował się sprawą aż do swojej śmierci w 1993 roku. W 1960 roku skontaktował się z medium z Nowego Jorku – Florence Sternfeld, która twierdziła, że jest w stanie zidentyfikować osobę, trzymając kawałek metalu, który był z nią jakoś połączony. Pokazał jej 2 zszywki pochodzące z pudełka, w którym był chłopiec. Medium nakazała mu odszukać duży, kamienny dom z drewnianą balustradą i chatą z bali na terenie posiadłości. Bristow dotarł do domu zastępczego, wcześniej prowadzonego przez rodzinę Nicoletti – Arthura i Catherinę.
Natykając się na sprzedaż nieruchomości, Bristow odkrył kołyskę podobną do tej sprzedawanej przez J.C. Penney oraz koce wiszące na sznurku do bielizny przypominające te, którymi owinięto ciało chłopca. Dodatkowo, za domem natknął się na mały staw dla kaczek, który zdawał się być odpowiedzią na pytanie, dlaczego stopy i ręce chłopca były wcześniej zanurzone w wodzie.
Bristow uważał chłopca za syna Anny Marie Nagle - pasierbicy byłego właściciela domu, o której mówiono, że była chora psychicznie i niezdolna do samodzielnego życia. Przed znalezieniem ciała, Anna miała czworo nieślubnych dzieci. Trójka z nich żyła w momencie przesłuchania rodziny, natomiast jedno zginęło w 1955 roku w wyniku porażenia prądem w wesołym miasteczku. Zdaniem Remingtona, dziecko mogło zginąć na skutek wypadku i rodzina pozbyła się ciała, aby nie ujawniono, że dziewczyna była niezamężną matką.
Pomimo tych szczegółowych poszlak, policja nie była w stanie znaleźć wielu jednoznacznych powiązań między chłopcem z pudełka a rodziną zastępczą.
W 1998 roku, porucznik policji w Filadelfii – Tom Augustine, który prowadził śledztwo oraz kilku członków Stowarzyszenia Vidocq (grupa emerytowanych policjantów i profilerów) przesłuchali przybranego ojca i pasierbicę. Okazało się, że żona Arthura zmarła, a on poślubił własną pasierbicę. Pojawiły się przypuszczenia, iż chłopiec z pudełka był synem Arthura i Anny, jednakże dochodzenie w sprawie domu zastępczego zostało zamknięte.

### Kobieta znana jako „Martha”/„M.”[1][4]
Inna teoria została wysunięta w lutym 2002 roku przez kobietę określaną wyłącznie jako „Martha”. Policjanci uznali jej historię za wiarygodną, ale zaniepokoiły ich jej zeznania z powodu historii choroby psychicznej.
„M.” twierdziła, że jej matka „wykupiła” nieznanego chłopca imieniem Jonathan od jego biologicznych rodziców latem 1954 roku. Następnie, przez 2,5 roku, chłopiec był poddawany ekstremalnej przemocy fizycznej i seksualnej. Pewnego wieczoru, przy kolacji, zwymiotował posiłek złożony z fasolki po bretońsku, za co został mocno zbity – jego głową uderzano o podłogę aż do półprzytomności. Podczas kąpieli zmarł. Te szczegóły pasowały do informacji znanych wyłącznie policji, ponieważ koroner odkrył, że żołądek chłopca zawierał resztki fasolki po bretońsku, a jego palce były pomarszczone od wody.
Matka „M.” miała obciąć charakterystyczne długie włosy chłopca (biorąc pod uwagę nieprofesjonalną fryzurę, którą policja zauważyła podczas pierwszego śledztwa), próbując ukryć jego tożsamość. Zdaniem „M.”, jej matka zmusiła ją do pomocy w wyrzuceniu ciała chłopca w rejonie Fox Chase. Gdy przygotowywały się do wyjęcia ciała chłopca z bagażnika samochodu, przejeżdżający kierowca zatrzymał się obok, aby zapytać, czy potrzebują pomocy. Matka nakazała „M.” stanąć przed tablicą rejestracyjną, aby ją zasłonić, podczas gdy ona przekonywała niedoszłego dobrego Samarytanina, że nie miały żadnego problemu. Mężczyzna w końcu odjechał.
Ta historia potwierdziła poufne zeznania złożone przez męskiego świadka w 1957 roku, który powiedział, że ciało zostało umieszczone w pudełku, które zostało wcześniej wyrzucone na miejscu zbrodni.
Pomimo wiarygodności zeznań „M.”, policja nie była w stanie zweryfikować jej historii. W przeszukanym domu nie znaleziono żadnych dowodów potwierdzających zeznań kobiety. Sąsiedzi, którzy mieli dostęp do domu „M.” w podanym okresie, zaprzeczyli, że mieszkał tam młody chłopak i uznali zeznania „M.” za „absurdalne”.

### Inne teorie
Artysta kryminalistyczny – Frank Bender opracował teorię mówiącą, że ofiara mogła być wychowywana jako dziewczynka. Podstawą scenariusza była nieprofesjonalna fryzura dziecka, która wydawała się zostać wykonana w pośpiechu, a także wygląd stylizowanych, jakby wyrywanych brwi. W 2008 roku Bender opublikował szkic niezidentyfikowanego dziecka z długimi włosami, odzwierciedlający pasma znalezione na ciele.
Według niektórych osób blizny znalezione na ciele chłopca miały wskazywać, że został on poddany eksperymentom medycznym. Chłopiec miał być również nielegalnym imigrantem z Europy Środkowo-Wschodniej. Jedna z kobiet zeznała, że widziała mężczyznę, który podróżował z małym chłopcem autobusem. Tych zeznań nie udało się potwierdzić.

## Identyfikacja
30 listopada 2022 departament policji w Filadelfii ogłosił, że po 65 latach udało się zidentyfikować tożsamość chłopca z pudełka dzięki m.in. badaniom DNA. Dane ofiary zostały podane podczas konferencji policji 8 grudnia 2022. Chłopiec nazywał się Joseph Augustus Zarelli, ur. 13 stycznia 1953, w chwili śmierci miał 4 lata.